# Прводецембарско уједињење
Прводецембарско уједињење (или Прводецембарски акт) представља прокламовање Краљевства Срба, Хрвата и Словенаца 1. децембра 1918.
Свечаном прокламовању државног јединства Срба, Хрвата и Словенаца непосредно су претходили закључци Народног вијећа Словенаца, Хрвата и Срба и одлуке о уједињењу Војводине и Црне Горе са Србијом.

## Делегација СХС и проглас уједињења СХС
Делагација Народног вијеће Словенаца, Хрвата и Срба, од тридесет чланова, стигла је у Београд ујутро 28. новембра 1918. За утврђивање начина како да се прогласи уједињење, образован је одбор од шесторице. У њега су ушли Анте Павелић (старији), Светозар Прибићевић и Јосип Смодлака као представници народног већа, и Стојан Протић, Љубомир Јовановић и Момчило Нинчић, као представници Владе Краљевине Србије.
После усаглашавања ставова између делегације и представника српске владе о привременом уређењу уједињене државе до доношења Устава, престолонаследник Александар Карађорђевић је у кући Крсмановића на Теразијама у Београду (у којој је регент привремено становао након ослобођења престонице) 1. децембра 1918. прокламовао Краљевство Срба, Хрвата и Словенаца.

## Државни празник у Југославији
Указом 28. новембра 1919. је 1. децембар проглашен за државни празник.